# Club del 50-40-90

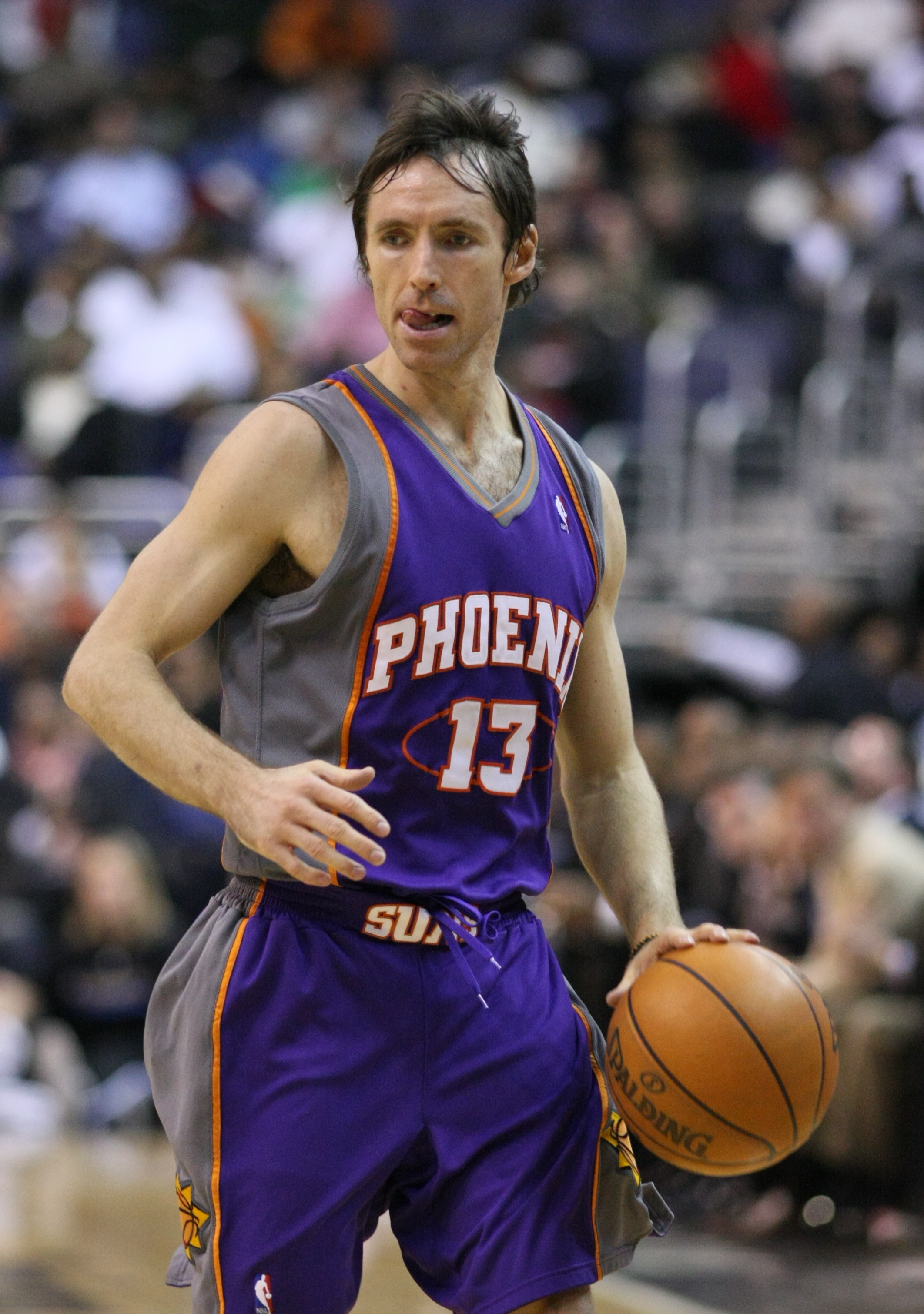
Steve Nash perteneció a este club en cuatro ocasiones.

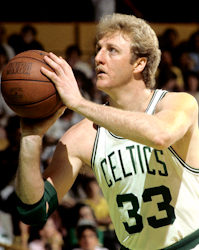
Larry Bird fue el primero en conseguirlo, y lo hizo en dos ocasiones.

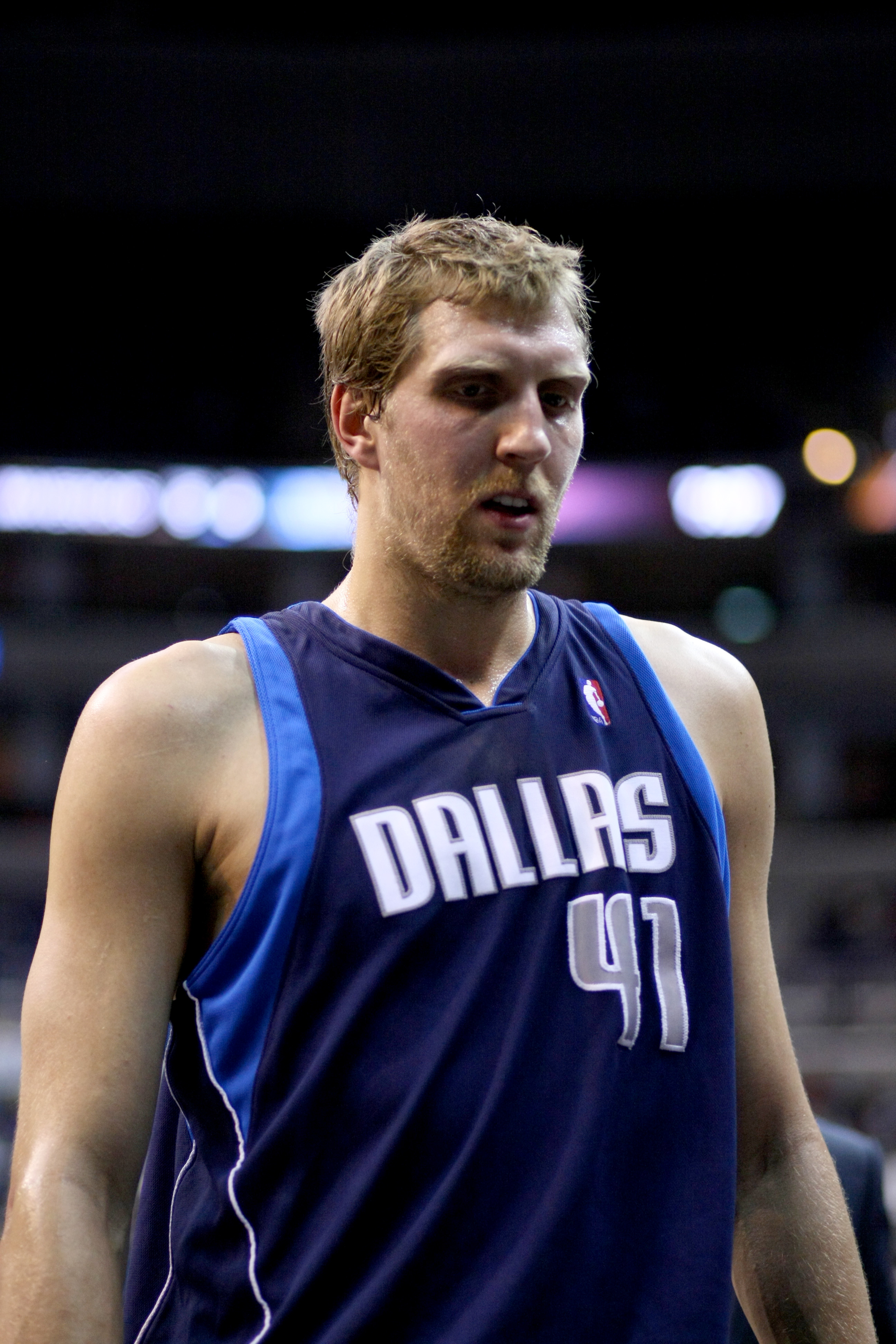
Dirk Nowitzki lo logró en la temporada 2006-07.

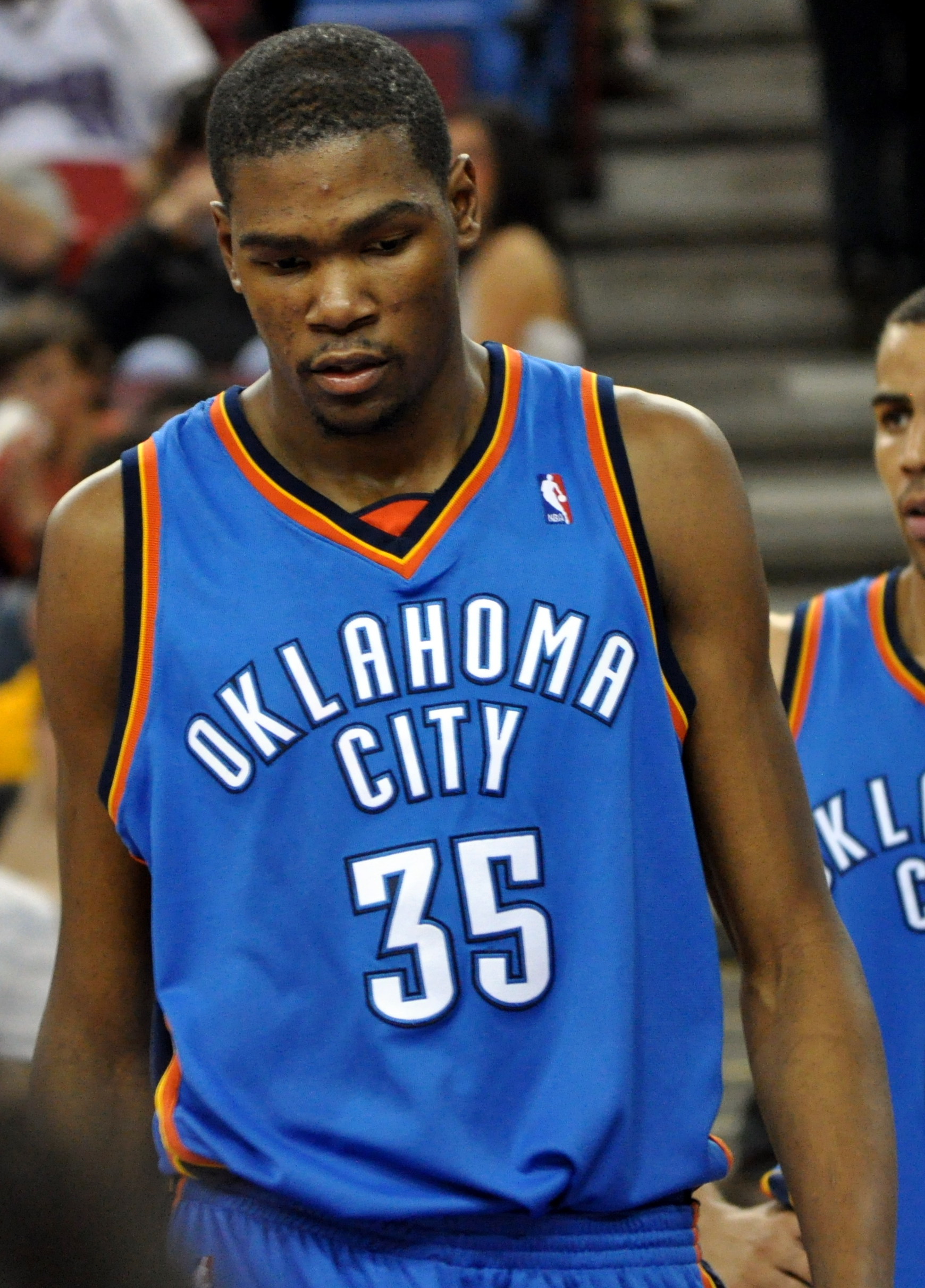
Kevin Durant lo logró en la temporada 2012-13.

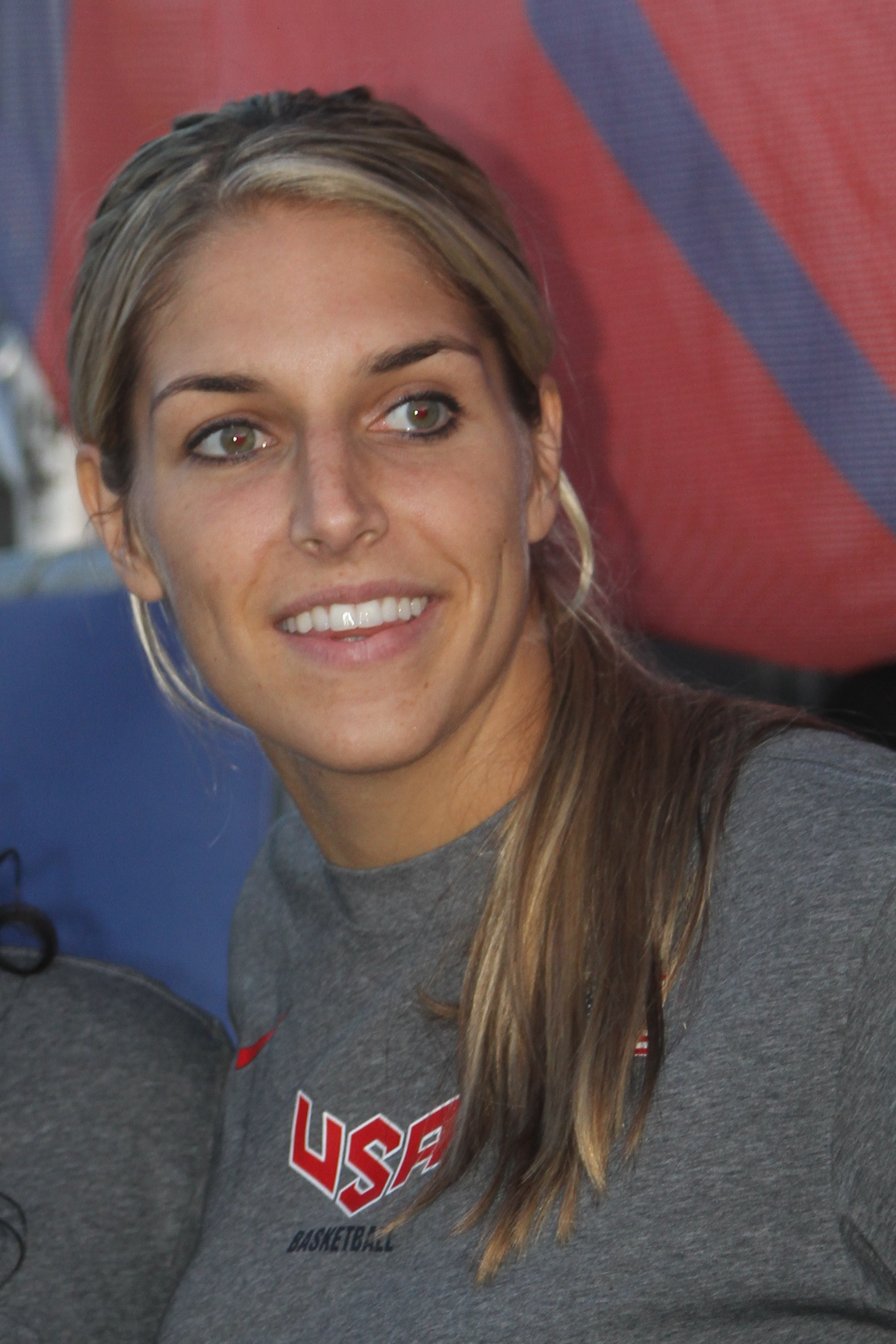
Elena Delle Donne lo logró en la WNBA en 2019.

El Club del 50-40-90 es un término coloquial que se refiere a un grupo de jugadores de la NBA, que consiguen un porcentaje de tiro del 50% o más en tiros de campo, un 40% o más en triples y un 90% o más en tiros libres durante toda una temporada, para ello, también deben conseguir un mínimo de lanzamientos realizados por categoría (300, 82 y 125). Lograr el 50-40-90, indica una gran precisión en todos los ámbitos de un tirador. Steve Nash es el jugador que más veces ha "entrado" en este selecto club, con cuatro temporadas.

## Descripción
- 50% en tiros de campo.
- 40% en triples.
- 90% en tiros libres.

## Miembros
Desde que la NBA adoptó de manera oficial el triple, en la temporada 1979-80, solo nueve jugadores han conseguido un 50-40-90: Steve Nash, Larry Bird, Mark Price, Reggie Miller, Dirk Nowitzki, Kevin Durant, Stephen Curry, Malcolm Brogdon y Kyrie Irving . De ellos, solo Bird y Nash lo han conseguido en más de una ocasión, Larry Bird lo hizo en dos ocasiones y Steve Nash en cuatro. Durante la 2006-07 Nash estuvo a punto de conseguirlo de nuevo, pero se quedó con un 89.9 en tiros libres.
Nowitzki es el único miembro que no cumplió con el requisito actual de 82 triples en su temporada 50-40-90, con 72 en 2006-07. Antes de 2013-14, solo se requerían 55 triples para calificar.
El jugador español José Calderón aparece en varias listas 50-40-90 debido a su porcentaje de 52–43–91 conseguido durante la temporada 2007-08. Pero, durante esta temporada, Calderón solo anotó 109 tiros libres, 16 menos de los requeridos por la NBA para esta estadística (125). Lo mismo le ocurrió a Steve Kerr en la 1995-96 que, a pesar de su increíble registro de 51-51-93, tampoco llegó a los mínimos.
La única mujer en conseguir este hito ha sido la estadounidense Elena Delle Donne, en la temporada 2019 de la WNBA.

## 50–40–90 temporadas

### NBA
| Jugador          | Temporada | PJ | TCA | TCI   | %TC        | 3PA | 3PI | %3P        | TLA | TLI | %TL        | Pts   | PPP   | Ref.   |
| ---------------- | --------- | -- | --- | ----- | ---------- | --- | --- | ---------- | --- | --- | ---------- | ----- | ----- | ------ |
| Larry Bird       | 1986-87   | 74 | 786 | 1,497 | 53% (.525) | 90  | 225 | 40% (.400) | 414 | 455 | 91% (.910) | 2,076 | 28.05 | [ 5 ]  |
| Larry Bird (2)   | 1987-88   | 76 | 881 | 1,672 | 53% (.527) | 98  | 237 | 41% (.414) | 415 | 453 | 92% (.916) | 2,275 | 29.93 | [ 5 ]  |
| Mark Price       | 1988-89   | 75 | 529 | 1,006 | 53% (.526) | 93  | 211 | 44% (.441) | 263 | 292 | 90% (.901) | 1,414 | 18.85 | [ 6 ]  |
| Reggie Miller    | 1993-94   | 79 | 524 | 1,042 | 50% (.503) | 123 | 292 | 42% (.421) | 403 | 444 | 91% (.908) | 1,574 | 19.92 | [ 7 ]  |
| Steve Nash       | 2005-06   | 79 | 541 | 1,056 | 51% (.512) | 150 | 342 | 44% (.439) | 257 | 279 | 92% (.921) | 1,489 | 18.85 | [ 8 ]  |
| Dirk Nowitzki    | 2006-07   | 78 | 673 | 1,341 | 50% (.502) | 72  | 173 | 42% (.416) | 498 | 551 | 90% (.904) | 1,916 | 24.56 | [ 9 ]  |
| Steve Nash (2)   | 2007-08   | 81 | 485 | 962   | 50% (.504) | 179 | 381 | 47% (.470) | 222 | 245 | 91% (.906) | 1,371 | 16.93 | [ 8 ]  |
| Steve Nash (3)   | 2008-09   | 74 | 428 | 851   | 50% (.503) | 108 | 246 | 44% (.439) | 196 | 210 | 93% (.933) | 1,160 | 15.68 | [ 8 ]  |
| Steve Nash (4)   | 2009-10   | 81 | 499 | 985   | 51% (.507) | 124 | 291 | 43% (.426) | 211 | 225 | 94% (.938) | 1,333 | 16.46 | [ 8 ]  |
| Kevin Durant     | 2012-13   | 81 | 731 | 1,433 | 51% (.510) | 139 | 334 | 42% (.416) | 679 | 750 | 91% (.905) | 2,280 | 28.15 | [ 10 ] |
| Stephen Curry    | 2015-16   | 79 | 805 | 1,598 | 50% (.504) | 402 | 886 | 45% (.454) | 363 | 400 | 91% (.908) | 2,375 | 30.01 | [ 11 ] |
| Malcolm Brogdon  | 2018-19   | 64 | 378 | 748   | 51% (.505) | 104 | 244 | 43% (.426) | 141 | 152 | 93% (.928) | 1,001 | 15.64 | [ 12 ] |
| Kyrie Irving     | 2020-21   | 54 | 549 | 1,086 | 51% (.506) | 152 | 378 | 40% (.402) | 201 | 218 | 92% (.922) | 1,451 | 26.87 | [ 13 ] |
| Kevin Durant (2) | 2022-23   | 47 | 483 | 862   | 56% (.560) | 93  | 230 | 40% (.404) | 307 | 334 | 92% (.919) | 1,366 | 29.10 | [ 10 ] |

### WNBA
| Jugadora          | Temporada | PJ | TCA | TCI | %TC        | 3PA | 3PI | %3P        | TLA | TLI | %TL        | Pts | PPP   | Ref.   |
| ----------------- | --------- | -- | --- | --- | ---------- | --- | --- | ---------- | --- | --- | ---------- | --- | ----- | ------ |
| Elena Delle Donne | 2019      | 31 | 220 | 427 | 52% (.515) | 52  | 121 | 43% (.430) | 114 | 117 | 97% (.974) | 606 | 19.54 | [ 14 ] |